# Tête colossale 6 de San Lorenzo
La tête colossale 6 (ou monument 17) est une tête colossale olmèque, découverte sur le site de San Lorenzo au Mexique en 1946.

## Caractéristiques
La tête colossale 6 est une sculpture de basalte, mesurant 2,34 m de hauteur pour 1,83 m de largeur et 1,26 m de profondeur ; elle pèse entre 8 et 10 t.
La sculpture représente le visage d'un homme d'âge mur, en ronde-bosse. La figure fronce les sourcils, ce qui est typique des têtes colossales, ses paupières sont ridées, ses joues tombantes et son nez possède des plis profonds de chaque côté. La figure est légèrement asymétrique, peut-être à cause d'erreurs lors de l'exécution du monument.
Comme les autres têtes colossales, la figure est surmontée d'une coiffe complexe. Son bandeau est divisé en quatre bandes et débute au-dessus de l'oreille droite, s'étendant autour de la totalité de la tête. Une sangle descend de chaque côté de la tête jusqu'aux oreilles. Les bijoux d'oreille sont complexes et plus grands à l'avant qu'à l'arrière.

## Historique
La fabrication d'aucune tête colossale n'a pu être datée avec précision. Toutefois, comme l'enterrement des têtes du site de San Lorenzo a pu être daté d'au moins 900 av. J.-C., cela démontre que leur fabrication et leur utilisation sont antérieures. On estime qu'elles dateraient de l'époque préclassique de la Mésoamérique, probablement du début de cette époque (1500 à 1000 av. J.-C.).
Les dix têtes colossales de San Lorenzo forment à l'origine deux lignes grossièrement parallèles du nord au sud du site,. Bien que certaines aient été retrouvées dans des ravines, elles étaient proches de leur emplacement d'origine et ont été ensevelies par l'érosion locale. Les têtes, ainsi qu'un certain nombre de trônes monumentaux en pierre, formaient probablement une route processionnelle à travers le site, mettant en évidence son histoire dynastique.
Les têtes étant numérotées de façon séquentielle en fonction de leur découverte, la tête colossale 6 est la sixième à avoir été trouvée sur le site de San Lorenzo. La sculpture n'est plus sur ce site : elle est exposée au Musée national d'anthropologie de Mexico, capitale du Mexique, avec la tête colossale 2,.
La sculpture est exposée une fois aux États-Unis : en 1970, elle est prêtée au Metropolitan Museum of Art de New York,.
Une réplique en résine de la tête colossale 6, offerte par le mexique à la Belgique, est exposée au musée du Cinquantenaire à Bruxelles.